# Alfred Friedrich (Koch)
 Alfred Friedrich (* 30. Januar 1957 in Linz; † 7. März 2023) war ein österreichischer Koch.

## Werdegang
1982 wurde Friedrich Souschef im Restaurant Aubergine bei Eckart Witzigmann in München (drei Michelinsterne).
1990 wurde er Küchenchef bei Jörg Müllers Restaurant Nösse auf Sylt. 1991 wurde er Küchenchef im Restaurant Brückenkeller in Frankfurt am Main, das 1991 mit zwei Michelinsternen ausgezeichnet wurde.
1996 machte er sich im Frankfurter Westend mit dem Restaurant Humperdinck selbstständig (ein Michelin-Stern). Von 1999 bis 2004 kochte er im Restaurant Marcobrunn im Hotel Schloss Reinhartshausen. 2005 wurde er Küchenchef bei Heinz Winkler in der Residenz Heinz Winkler in Aschau im Chiemgau (drei Michelin-Sterne).
Ab 2007 stand er bei Zarges in der Frankfurter Freßgass am Herd. 2009 wurde er Küchenchef im Tiger-Gourmetrestaurant im Tigerpalast in Frankfurt, das mit einem Michelinstern ausgezeichnet wurde. Von 2012 bis 2014 im Lafleur im Palmengarten Frankfurt, das ab 2013 mit einem Michelinstern ausgezeichnet wurde. Dann wechselte Friedrich zum Restaurant 1718 im Ketschauer Hof nach Deidesheim.
2017 eröffnete er das "Edelwirtshaus" Zur Golden Kron im Frankfurter Stadtteil Alt-Eschersheim, das mit zwei Roten Hauben im Gault Millau ausgezeichnet wurde.

## Auszeichnungen
- 1991: Zwei Michelinsterne für das Restaurant Brückenkeller in Frankfurt am Main[5]
- 2005: Drei Michelinsterne neben Heinz Winkler in der Residenz Heinz Winkler in Aschau im Chiemgau[4]
- 2010: Ein Michelinstern für das Tiger-Gourmetrestaurant in Frankfurt[7]
- 2013: Ein Michelinstern für das Lafleur in Frankfurt[9]
- Zwei rote Hauben des Gault Millau für das Zur Golden Kron in Frankfurt[11]